# Conala corumbana
Conala corumbana är en insektsart som beskrevs av Kramer 1963. Conala corumbana ingår i släktet Conala och familjen dvärgstritar. Inga underarter finns listade i Catalogue of Life.